# Volker Schlöndorff
Volker Schlöndorff, född 31 mars 1939 i Wiesbaden i dåvarande Nazityskland, är en tysk filmregissör.

## Biografi
Volker Schlöndorff föddes i Wiesbaden, växte upp i Schlangenbad i Taunus och genomgick senare gymnasiet i födelseorten. 1956 reste han till Frankrike inom ramen för ett elevutbyte men kom att stanna i sammanlagt tio år och avslutade skolan i Paris med att ta en Baccalauréat. I Paris studerade han statsvetenskap och studerade vid Institut des Hautes Etudes Cinematographiques (IDHEC) där han lärde känna Louis Malle. 1960 gjorde han under pseudonymen Volker Loki kortfilmen "Wen kümmert's" om algerier i Frankfurt am Main som på grund av "Parteinahme gegen eine befreundete Nation" inte fick visningstillstånd av branschorganisationen FSK. Han arbetade som assistent till Ludwig Berger, Louis Malle, Jean-Pierre Melville och Alain Resnais. 1963-1964 skrev han sitt första manus för Der Junge Törless efter romanen "Die Verwirrungen des Zöglings Törleß" av Robert Musil som han fick ett stipendium för som gav honom möjlighet att realisera projektet. Filmen fick flera utmärkelser och ses som den första internationella framgången för den nya tyska filmen. 1969 grundade Schlöndorff tillsammans med Peter Fleischmann produktionsfirman Hallelujah-Film GmbH och 1974 tillsammans med Reinhard Hauff Bioskop-Film GmbH som han sedan lett sin produktion tillsammans med Eberhard Junkersdorf. 
1975 regisserade Volker Schlöndorff tillsammans med Margarethe von Trotta Katharina Blums förlorade heder efter Heinrich Bölls roman. Hans internationella genombrott kom genom filmatiseringen av Günter Grass Blecktrumman. Blecktrumman fick Guldpalmen vid Filmfestivalen i Cannes 1979 och en Oscar för bästa utländska film.

## Filmografi (urval)
- 1966 – Den unge Törless
- 1969 – Michael Kohlhaas
- 1972 – En glimt av frihet (TV-film)
- 1975 – Katharina Blums förlorade heder (tillsammans med Margarethe von Trotta)
- 1976 – Nådaskottet (efter en roman av Marguerite Yourcenar)
- 1978 – Deutschland im Herbst
- 1979 – Blecktrumman (efter en roman av Günter Grass, Schlöndorffs största publiksuccé, oscarsbelönad)
- 1981 – Die Fälschung (efter en roman av Nicolas Born)
- 1985 – En handelsresandes död
- 1990 – Mardrömmen
- 1996 – Tystnaden efteråt
- 1998 – Palmetto
- 2000 – Ondskans offer